# Železárny a drátovny Bohumín
Železárny a drátovny Bohumín byl hutnický a strojírenský podnik působící od roku 1885 v Bohumíně. Od 90. let 20. století docházelo k postupnému odštěpování jednotlivých provozů do samostatných společností a tím k postupnému zániku jednotného podniku.

## Historie
Historie podniku sahá až do roku 1885, kdy byla Albertem Hahnem a Heinrichem Eisnerem založena v Bohumíně rourovna. Postupem let se přidávaly další provozy a nové produkty, např. v roce 1888 byla spuštěna slévárna, která se zabývala výrobou litinových radiátorů. V roce 1896 přibyla v sousedství drátovna společnosti Moravskoslezská a.s., která od roku 1906 vyráběla pozinkovaný drát, v roce 1913 přibyla produkce ocelových a měděných lan. Po znárodnění v roce 1945 pokračoval další rozvoj výroby a v roce 1958 byly oba dosud samostatné podniky spojeny do jednoho, který nesl název Železárny a drátovny Bohumín.
1. července 1988 byl podnik transformován na státní podnik Železárny a drátovny Bohumín, jehož téměř veškeré jmění bylo k 1. lednu 1993 převedeno na Fond národního majetku ČR (FNM) a zbytkový podnik byl později dán do likvidace (zanikl 6. prosince 2003). Na základě majetku původní firmy založil FNM k 1. lednu 1993 akciovou společnost ŽDB a.s., která byla v roce 1994 privatizována kupónovou metodou. Postupně začíná také rozprodej podniku, např. k 24. únoru 2000 byl prodán závod na výrobu železničních dvojkolí společnosti Bonatrans. 14. prosince 2005 byla založena společnost ŽDB GROUP a.s., jejímž vlastníkem byla firma Industrial Group Holding KKCG B.V. Na tuto nově vytvořenou společnost jako na hlavního akcionáře přešel k 31. červenci 2006 majetek ŽDB a.s., čímž původní společnost zanikla. Za datum definitivního zániku ještě víceméně jednotných Železáren a drátoven Bohumín (tedy již bez dříve odštěpených částí) lze považovat 1. srpna 2012, kdy byla společnost ŽDB GROUP a.s. rozdělena odštěpením částí podniku do společností ŽDB DRÁTOVNA a.s, VIADRUS a.s. a MS UTILITIES & SERVICES a.s. a zbytková společnost se přejmenovala na BYTTEK BOHUMÍN a.s.
Společnost VIADRUS a.s. převedla na společnost BONATRANS GROUP a.s. část obchodního závodu s označením Divize Recyklace, a to na základě smlouvy o koupi části obchodního závodu ze dne 22. listopadu 2017, přičemž smluvní strany se dohodly na datu převodu vlastnického práva k části obchodního závodu ke konci dne 30. listopadu 2017.
Akciová společnost VIADRUS ukončila výrobu v polovině roku 2021 a de facto tím skončila celá historie topenářské litiny z Bohumína.